# Бојана Зечевић
 Бојана Зечевић (Београд, 1. фебруар 1974) српска је глумица.

## Биографија и каријера
Рођена је 1. фебруара 1974. године у Београду. Први пут са глумом сусрела се још као дете, када је прошла аудицију у Драмском атељеу Дома омладине Врачар, а након тога била је чланица драмске групе студија Радио Београда. Глуму је уписала у седамнаестој години на Факултету драмских уметности у Београду, а завршила га је у класи професора Предрага Бајчетића. Позоришну каријеру започела је у Југословенском драмском позоришту, где је глумила до 2000. године. Након седам година паузе наставила је са глумом у Народном позоришту Ужице од 1. септембра 2007. године, где и данас ради.
Прву филмску улогу имала је у ТВ филму Милена из Прага који је премијерно емитован 1994. године, а након тога и улогу Уне у филму Пакет аранжман из 1995. године. Улогу служавке остварила је у ТВ филму Госпођа Колонтај, као и улогу студенткиње у филму Расте трава. Као Ирена глумила је у филму Гардеробер, а након тога и у филму Судбина једног разума, који је премијерно приказан 1998. године. Зечевићева је остварила мању улогу у филму Нож, Мирослава Лекића, као и у краткометражном филму Маргина.
Као Тамара, остварила је улогу у српској теленовели Јелена, где се појавила у седамнаест епизода. Улогу медицинске сестре остварила је у краткометражном филму Милан, а након тога и улогу Лене у кратком филму Ја већ јесам све оно што желим да имам. Појавила се у улози Јелене у српској ТВ серији Мочвара.

## Награде
- Награда за најбољу глумицу за улогу Азазел, представа Мајстор и Маргарита, Сусрети професионалних позоришта Србије Јоаким Вујић у Шапцу (2010)[7]
- Награда за најбољу главну женску улогу, за улогу Кони Брогонија у представи Тртица рајске птице, Фестивал дечијих позоришта у Котору[7]
- Стеријина награда за глумачко остварење, за глумачко остварење, за улогу Емилије у представи И остали, стручни жири 63. Стеријиног позорја, Нови Сад (2018)[8]

## Филмографија
| Год.      | Назив                                  | Улога             |
| --------- | -------------------------------------- | ----------------- |
| 1990-те   |                                        |                   |
| 1994.     | Милена из Прага                        |                   |
| 1995.     | Пакет аранжман                         | Уна               |
| 1996.     | Госпођа Колонтај                       | служавка          |
| 1997.     | Расте трава                            | студенткиња       |
| 1997.     | Гардеробер                             | Ирена             |
| 1998.     | Судбина једног разума                  |                   |
| 1999.     | Нож                                    |                   |
| 2000-те   |                                        |                   |
| 2003.     | Маргина                                |                   |
| 2004—2005 | Јелена                                 | Тамара            |
| 2007      | Милан                                  | медицинска сестра |
| 2010-те   |                                        |                   |
| 2010.     | Ја већ јесам све оно што желим да имам | Лена              |
| 2018.     | Јутро ће променити све                 | Зора              |
| 2020-те   |                                        |                   |
| 2020.     | Мочвара                                | Јелена            |
| 2022.     | Блок 27                                | Мирјана           |

## Представе
| Представа             | Улога                                       | Редитељ               | Позориште               |
| --------------------- | ------------------------------------------- | --------------------- | ----------------------- |
| Тртица рајске птице   | Кони Брогонија                              | Никола Завишић        | Народно позориште Ужице |
| Уметност и доколица   | Мајка                                       | Немања Ранковић       | Народно позориште Ужице |
| Слуга двају господара | Добрила Распоповић/Беатрис                  | Андреа Паћото         | Народно позориште Ужице |
| Вртешка               | Слатка мала                                 | Ферид Карајица        | Народно позориште Ужице |
| Вишњик                | Ања                                         | Предраг Калаба        | Народно позориште Ужице |
| Родољупци             | Госпођица Гавриловић                        | Лари Запиа            | Народно позориште Ужице |
| Мајстор и Маргарита   | Азазел                                      | Александар Саша Лукач | Народно позориште Ужице |
| Сама сам вечерас      |                                             | Слободан Љубичић      | Народно позориште Ужице |
| Саваракатину          |                                             | Борислав Тодоровић    | Народно позориште Ужице |
| Лизистрата            |                                             | Бранко Поповић        | Народно позориште Ужице |
| Инес де Кастро        |                                             | Немања Ранковић       | Народно позориште Ужице |
| Буђење пролећа        |                                             | Мартин Кочовски       | Народно позориште Ужице |
| Прича                 | Џенифер                                     | Александар Саша Лукач | Народно позориште Ужице |
| Чудо у Шаргану        | Цмиља                                       | Ива Милошевић         | Народно позориште Ужице |
| Лос Југославос        |                                             | Стеван Бодрожа        | Народно позориште Ужице |
| Одумирање међеда      | Милисава, секретарица па референт за међеде | Немања Ранковић       | Народно позориште Ужице |
| Трезнилиште           |                                             | Стеван Бодрожа        | Народно позориште Ужице |
| Али град ме је штитио | нарација                                    | Бојан Ђорђев          | Народно позориште Ужице |
| И остали              | Емилија                                     | Стеван Бодрожа        | Театар Вук              |
| Месец (дана) на селу  | Наталија Петровна                           | Милан Нешковић        | Народно позориште Ужицe |